# Ashikaga Yoshimitsu

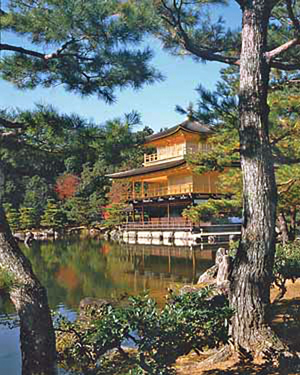
Le Kinkaku-ji ou pavillon d'Or, résidence de Yoshimitsu Ashikaga.

Ashikaga Yoshimitsu est un nom japonais traditionnel ; le nom de famille (ou le nom d'école), Ashikaga, précède donc le prénom (ou le nom d'artiste).
Ashikaga Yoshimitsu (足利 義満, 25 septembre 1358-31 mai 1408) est le troisième des shoguns Ashikaga au Japon de 1368 à 1394.

## Biographie
Ashikaga devient shogun dans l'année qui suit la mort de son père, le shogun Ashikaga Yoshiakira, en 1367. En 1378, il fait construire sa résidence dans le quartier Muromachi de la capitale de l'époque, Kyōto, ce qui fait qu'on se réfère souvent aujourd'hui au shogunat Ashikaga et à la période résultante de l'histoire du Japon en disant « shogunat Muromachi » et « période Muromachi ».
Ashikaga unit les cours du Nord et du Sud en 1392, mettant fin à la période de près de soixante ans appelée « Nanboku-chō ». Cela établit fermement le shogunat Muromachi et supprime le pouvoir des daimyōs régionaux.
Il échange des ambassades avec la Chine des Ming qui cherche à lutter contre les pirates wakô. Il accepte le titre de guowang (japonais : kokuô), roi vassal de la Chine, qui lui permet de commercer avec elle sous couvert de paiement de tribut et de réception de cadeaux.
En 1394, il quitte son poste de shogun et obtient le plus haut titre de daijō-daijin (ministre d'Affaires suprêmes). À sa mort, en 1408, la cour impériale propose officiellement de lui attribuer le titre posthume d'empereur retiré, mais son fils Yoshimochi refuse alors d'accepter cette attribution, à cause des mauvaises relations qu'il entretenait avec son père. Sa villa devient le Kinkaku-ji, le temple du Pavillon d'or.